# Esotropia accomodativa
L'esotropia accomodativa è un disturbo ottico, una forma di strabismo concomitante convergente, che compare nell'infanzia e può essere corretto con il semplice uso di occhiali.

## Epidemiologia
Colpisce prevalentemente in età infantile, verso i primi anni di vita del bambino.

## Eziologia
La causa è una precedente manifestazione di ipermetropia, un disturbo di visualizzazione della retina (il problema è legato alla messa a fuoco che rimane al di là della retina) nella persone che non è stata curata, causando nel tempo uno sforzo del riflesso di accomodazione, che comporta una convergenza eccessiva. A differenza di tutti i normali ipermetropi in questo caso le persone presentano una certa labilità dei meccanismi che riguardano la fusione delle immagini, fattore che predispone all'esotropia.

## Terapie
Il trattamento chirurgico è sconsigliato perché non è definitivo, in quanto anche curando l'esotropia attraverso un'operazione il bambino crescendo sviluppa altre anomalie che hanno bisogno a loro volta di intervento chirurgico.
L'esotropia può essere curata con l'uso di un paio di occhiali, che devono essere portati per tutta la giornata. Esiste una tipologia di tale anomalia che si mostra soltanto quando si levano gli occhiali, per questo gli adulti che nella loro infanzia  ne erano affetti usano le lenti a contatto.